# Hemoglobinewaarde
De hemoglobinewaarde (Hb) van een bloedmonster is de concentratie van hemoglobine in het bloed, uitgedrukt in mmol/l of g/dl. De normale waarden zijn ongeveer 8,5 - 11 mmol/l bij volwassen mannen en 7,5 - 10 mmol/l bij volwassen vrouwen. Voor zwangere vrouwen en kinderen gelden andere waarden.
In België en Spanje wordt niet gerekend in mmol/l maar in g/dl. De normale waarden zijn dan 13,6 - 17,7 g/dl bij volwassen mannen en 12,0 - 16,0 bij volwassen vrouwen. Het Rode Kruis werkt bij bloedgiften in g/l.
Eén millimol per liter hemoglobine is gelijk aan 16,114 gram per liter.

## Fysiologie
Hemoglobine is een molecuul in de rode bloedcel dat zuurstof en koolstofdioxide in het bloed transporteert.

## Gezondheidszorg
Artsen willen heel vaak de hemoglobinewaarde van hun patiënten weten. Een te lage hemoglobinewaarde heet bloedarmoede - een te hoge heet polycythemie.

## Sport
Voor (duur)sporters is van groot belang dat er voldoende zuurstof getransporteerd wordt door het lichaam. Een abnormaal hoge hemoglobinewaarde kan wijzen op dopinggebruik om de zuurstofopname of -transport kunstmatig te verhogen. Dit kan bv. met perfluorochemicaliën zoals perflubron en perflunafeen; efaproxiral (RSR13); of gemodificeerd hemoglobine.
Bij zogenaamde 'gezondheidscontroles' van sporters buiten competitie (vaak juist vóór een wedstrijd), kan een te hoge hemoglobinewaarde, net als een te hoge hematocrietwaarde, leiden tot een startverbod van enkele dagen of weken. Dit is geen schorsing, maar een maatregel "om de gezondheid van de sporter te beschermen". Sporters die van nature een hoge hemoglobine- of hematocrietwaarde vertonen moeten dit wel met een medisch attest kunnen staven. 
Enkele voorbeelden:
- De Nederlandse mountainbikerijdster Laura Turpijn had bij een gezondheidscontrole vóór het wereldkampioenschap mountainbike 2002 in Kaprun (Oostenrijk) een te hoge hemoglobinewaarde (namelijk 16,2).[3] Ook haar hematocrietwaarde was te hoog (47,6 t.o.v. maximaal 47). Ze kreeg een startverbod van twee weken en kon dus niet meerijden in het kampioenschap.
- Bij gezondheidscontroles vóór de Olympische Winterspelen 2006 in Turijn (Italië), bleken acht skilopers een te hoge hemoglobinewaarde te vertonen. De acht, waaronder de Duitse kampioene Evi Sachenbacher-Stehle, kregen een verbod om de eerste vijf dagen in competitie te komen.[4] Bij Evi Sachenbacher bleek bij een tweede controle alles normaal, waardoor ze slechts één wedstrijd moest missen.
- Na de Europese atletiekkampioenschappen van augustus 2006 in Göteborg (Zweden) maakte de Europese Atletiekfederatie (EAA) bekend, dat er bij 23 atleten een abnormaal hoge hemoglobinewaarde in het bloed was vastgesteld.[5] Er werden in totaal 151 bloedstalen geanalyseerd. De bloedanalyses maakten deel uit van een langetermijnprogramma om "atletenprofielen" op te maken, die aanwijzingen zouden kunnen geven dat een atleet mogelijk dopingproducten heeft gebruikt.[6]

Tegenwoordig staan de genoemde middelen op de verboden lijst en zijn opspoorbaar. Ook zorgt het biologisch paspoort ervoor dat onnatuurlijke verhogingen van bloedwaarden direct opgemerkt kunnen worden. Daardoor is het niet langer nodig om een limiet te zetten op de hemoglobine-waarde.

## Bloeddonatie
Om te doneren moeten vrouwen een hemoglobine waarde hebben van minimaal 7,8 (mmol/L) en mannen van 8,4 (mmol/L). Bij een te lage waarde wordt de donor geweigerd en de oproep ten minste 3 maanden uitgesteld.  Een te lage hemoglobinewaarde kan veroorzaakt zijn door een van de volgende factoren: leeftijd, seizoen, de tijd sinds de vorige donatie, het totale aantal volbloed donaties in de afgelopen twee jaar, of een ziekte.